# 故障モード
故障モード（こしょうモード、英: failure mode）は、JIS C5750-4-3:2011では「アイテムにおける故障の様子」と定義されている。JIS Z8115:2000のF2では「故障状態の形式による分類。例えば、断線、短絡、折損、摩耗、特性の劣化など」と定義されている。
故障モードは、ハードウェアの部品の構造に着目したもの、機能に着目したもの、工程に着目したものなどに分類される。

## 定義
故障モード(failure mode)およびフォールトモード(fault mode)は、1990年、IEC 60050:1990 IEV 191-05-22において、「One of the possible states of a faulty item, for a given required function. Note – The use of the term "failure mode" in this sense is now deprecated.」と定義されていた。このときは、故障モード(failure mode)という用語よりも、フォールトモード(fault mode)という用語を用いることを推奨していた。
2006年、IEC 60812:2006において、故障モード(failure mode)は「manner in which an item fail. (アイテムの故障の起こり方)」と再定義された。
2011年、ISO 26262では、故障モード(failure mode)は「manner in which an element or an item fails. (エレメント又はアイテムの故障の模様)」とされた。
2015年、IEC 60050 IEV 191における故障モード(failure mode)およびフォールトモード(fault mode)の定義は削除された。代わりに、IEC 60050 IEV 192-03-17において、故障モード(failure mode)は「manner in which failure occurs. 
Note 1 to entry: A failure mode may be defined by the function lost or other state transition that occurred. 」と定義された。
このような経緯があり、IEC 60812:2006の整合規格であるJIS C5750-4-3:2011では、故障モード(failure mode)は「アイテムにおける故障の様子」と定義されている。JIS Z8115:2000では、故障モード(failure mode)の定義は旧定義のままである。
JIS C5750-4-3:2011では、「この規格内では、フォールトを歴史的な理由で故障という言葉に言い換える。」と宣言しているため、故障モードは「アイテムにおけるフォールトの様子」とも言い換えられる。

## 故障モードの入手方法
ハードウェアの部品の構造に着目した故障モードは、ハードウェアの部品メーカから故障モードを入手したり、IEC62380などを参照する方法がある。

## 故障モードを用いた解析手法

### 故障モード影響解析(FMEA)
故障モード影響解析(FMEA:Failure Modes Effects Analysis）は、故障モードを活用した信頼性解析手法の一つである。

### 故障モード影響致命度解析(FMECA)
故障モード影響致命度解析(FMECA:Failure Modes Effects and Criticality Analysis）は、FMEAをベースにして、故障モードが発生する頻度を加味して故障リスクの大きさを算出し、安全性を定量的に評価する解析手法である。

### 故障モード影響診断解析(FMEDA)
故障モード影響診断解析(FMEDA:Failure Modes Effects and Diagnostics Analysis）は、FMEAをベースにして、故障モードの発生確率と故障の影響を加味して、安全側故障率と危険側故障率を分析する手法である。